# Thomas de Quincey
Thomas de Quincey (15. srpna 1785, Manchester – 8. prosince 1859, Edinburgh) byl anglický romantický filozof, prozaik, esejista a literární kritik.

## Život
Thomas de Quincey se narodil roku 1786 v Manchesteru. Vzdělání nabyl na Oxfordské univerzitě, kde pojal i osudnou náklonnost k opiu, které se již nikdy nedokázal zcela zbavit. Měl velmi blízko k tzv. jezerním básníkům díky své známosti ze Samuelem Taylorem Coleridgem a Williamem Wordsworthem. Proto také roku 1809 odjel do Grasmere v Jezerním okrsku na severozápadě Anglie, kde žil více než deset let a kde se roku 1816 také oženil.
Roku 1821 se Quincey přestěhoval do Londýna a zde o rok později vydal svou slavnou autobiografickou knihu Zpověď anglického poživače opia (1822, Confessions of an English Opium Eater), ve které s pozorovatelským a stylistickým mistrovstvím vylíčil extrémní polohy lidské psychiky, když popsal, jak mu opium otevřelo "bránu rajských rozkoší", svět úchvatných vizí, snů a fantastických smyslových vjemů, jen aby ho vzápětí uvrhlo do propastného utrpení fyzického i duševního.
Roku 1826 se Quincey přestěhoval do Skotska do Edinburghu, kde také roku 1859 zemřel.
Thomas de Quincey je autorem celé řady esejí, které vždy duchaplně pojednávají o nejrozmanitějších předmětech, hlavně z oboru filozofie a literární kritiky. Pro svou velkolepou fantasii a brilantnost bývá považován za předchůdce lartpourlartismu v literatuře. Nesporný vliv měl na Edgara Allana Poea a Charlese Buadelaira, ale obdivoval ho např. také Jorge Luis Borges, který přiznával, že jím byl částečně ovlivněn.

## Dílo

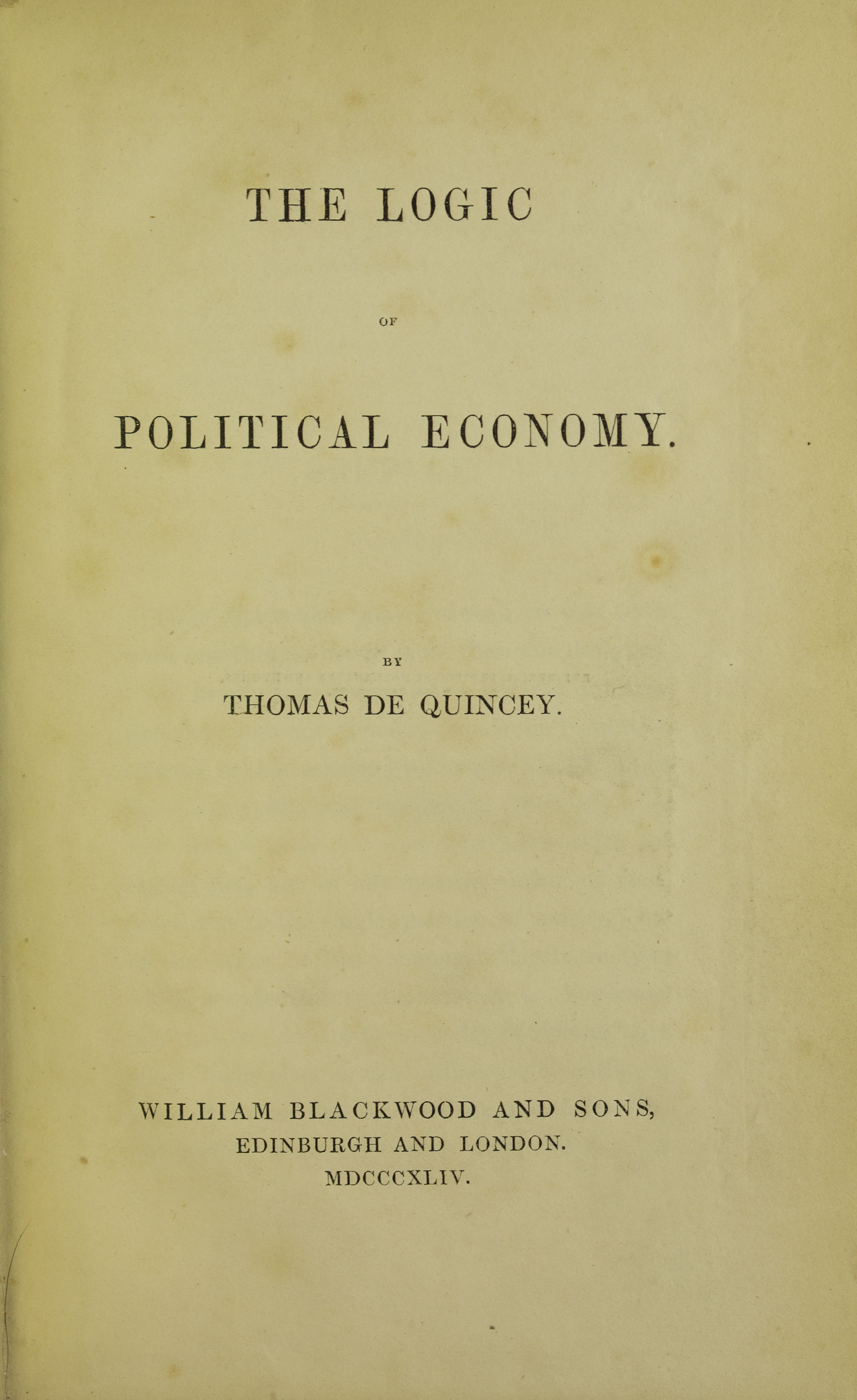
The Logic of Political Economy, 1844

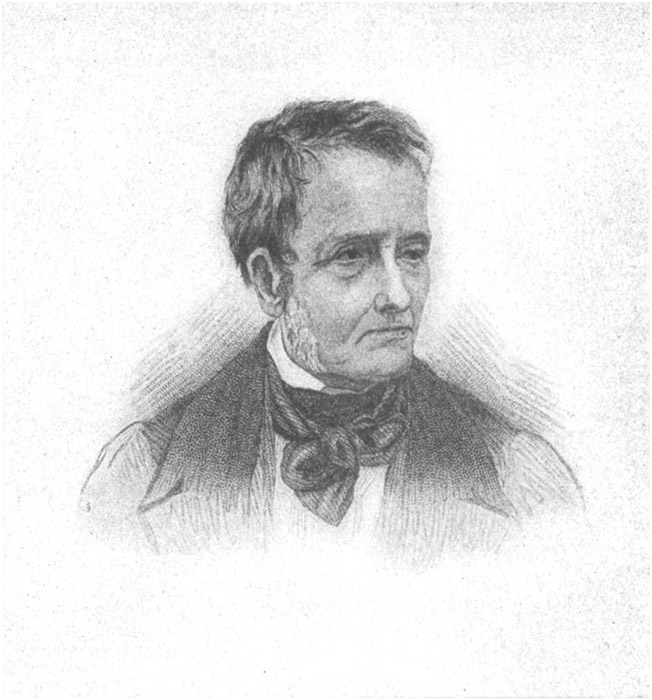
Thomas de Quincey

- Zpověď anglického poživače opia (1822, Confessions of an English Opium Eater), rozšířeno 1856,
- Walladmor (1825),
- Vražda jako krásné umění (1827, Murder Considered as One of the Fine Arts),
- Poslední dny Immanuela Kanta (1827, The Last Dasy of Immanuel Kant),
- Levana a matky žalu (1827, Levana and our Ladies of Sorrow), kniha vizí,
- Klosterheim (1832), román,
- Jezerní vzpomínky (1834–1840, Lake Reminscences),
- Logika politické ekonomie (1844, The Logic of the Political Economy),
- Suspiria de Profundis (1845), pokračování Zpovědi anglického poživače opia (název znamená Vzdechy z hlubin),
- Anglický poštovní dostavník (1849, The English Mail Coach),
- Autobiografické črty (1853, Autobiographical Sketches).

## Česká vydání
- Zpověď anglického poživače opia, Kamilla Neumannová, Praha 1909, přeložil Kamil Fiala,
- Suspiria de profundis, Kamilla Neumannová, Praha 1910, přeložil Kamil Fiala,
- Johanna z Arku, Ladislav Kuncíř, Praha 1920, přeložil Antonín Ludvík Stříž,
- Vražda jako krásné umění, Marta Florianová, Stará Říše na Moravě 1925, přeložil Jaroslav Skalický,
- Zpověď anglického požívače opia, Ladislav Kuncíř, Praha 1926, přeložil Jaroslav Skalický,
- Levana a matky žalu, Marta Florianová, Stará Říše na Moravě 1927,
- Zpověď anglického poživače opia, Volvox Globator, Praha 1991, přeložil Jaroslav Skalický,
- Vražda jako krásné umění, Votobia, Olomouc 1995, přeložil Jaroslav Skalický,
- Zpověď poživače opia, Odeon, Praha 2000, přeložila Eva Kondrysová.